# Krzywiec (Frombork)
Pour les articles homonymes, voir Krzywiec.
Krzywiec est un village polonais de la voïvodie de Varmie-Mazurie, dans le powiat de Braniewo.